# Países Bajos en los Juegos Olímpicos de Londres 2012
Los Países Bajos participaron en los Juegos Olímpicos de Londres 2012 con una delegación de 178 deportistas que compitieron en  deportes. Responsable del equipo olímpico fue el Comité Olímpico Neerlandés, así como las federaciones deportivas nacionales de cada deporte con participación.
El portador de la bandera en la ceremonia de apertura fue el regatista Dorian van Rijsselberghe.

## Medallistas
El equipo olímpico neerlandés obtuvo las siguientes medallas:
| Nombre | Deporte             | Competición              |
| --- | ------------------- | ------------------------ |
| Oro |                     |                          |
| Marianne Vos | Ciclismo en ruta    | Ruta F                   |
| Epke Zonderland | Gimnasia artística  | Barra fija M             |
| Equipo | Hockey sobre hierba | Torneo F                 |
| Ranomi Kromowidjojo | Natación            | 50 m libre F             |
| Ranomi Kromowidjojo | Natación            | 100 m libre F            |
| Dorian van Rijsselberghe | Vela                | RS:X M                   |
| Plata |                     |                          |
| Adelinde Cornelissen (Parzival) | Hípica              | Doma ind.                |
| Gerco Schröder (London) | Hípica              | Saltos ind.              |
| Jur Vrieling (Bubalu) Maikel van der Vleuten (Verdi) Marc Houtzager (Tamino) Gerco Schröder (London)                                                               | Hípica              | Saltos por equipos       |
| Equipo | Hockey sobre hierba | Torneo M                 |
| Inge Dekker Marleen Veldhuis Femke Heemskerk Ranomi Kromowidjojo                                                                                                   | Natación            | 4 × 100 m libres         |
| Marit Bouwmeester | Vela                | Laser Radial F           |
| Bronce |                     |                          |
| Laura Smulders | Ciclismo BMX        | Individual F             |
| Teun Mulder | Ciclismo en pista   | Keirin M                 |
| Anky van Grunsven (Salinero) Edward Gal (Undercover) Adelinde Cornelissen (Parzival)                                                                               | Hípica              | Doma por equipos         |
| Edith Bosch | Judo                | –70 kg F                 |
| Henk Grol | Judo                | –100 kg M                |
| Marleen Veldhuis | Natación            | 50 m libre F             |
| Jacobine Veenhoven Nienke Kingma Chantal Achterberg Sytske de Groot Roline Repelaer van Driel Claudia Belderbos Carline Bouw Annemiek de Haan Anne Schellekens (t) | Remo                | Ocho con timonel (W8+) F |
| Lisa Westerhof Lobke Berkhout | Vela                | 470 F                    |